# Chaos and Disorder
| Оценки критиков               | Оценки критиков |
| Источник                      | Оценка          |
| ----------------------------- | --------------- |
| Allmusic                      | [ 1 ]           |
| Robert Christgau              | A-              |
| Entertainment Weekly          | C+              |
| Mojo                          | (unfavorable)   |
| Q                             | [ 5 ]           |
| Rolling Stone                 | [ 6 ]           |
| The Rolling Stone Album Guide | [ 7 ]           |

Chaos and Disorder — восемнадцатый студийный альбом американского певца Принса, выпущенный 9 июля 1996 года на лейбле Warner Bros. Records. Chaos and Disorder не достиг высоких мест в чартах: в хит-параде Великобритании был лишь на позиции № 14, а в американском чарте Billboard 200 лишь на № 26, и в итоге по тиражу не получил золотого статуса в Великобритании и США.
Принс в этот период своей карьеры по-прежнему находился в борьбе против своего контракта с компанией Warner Bros., и альбом был выпущен просто для того, чтобы выполнять свои прежние договорные обязательства. Поэтому музыкант отказался продвигать альбом.

## Список композиций
Автор всех композиций Принс.
1. «Chaos and Disorder» — 4:19
2. «I Like It There» — 3:15
3. «Dinner with Delores» — 2:46
4. «The Same December» — 3:24
5. «Right the Wrong» — 4:39
6. «Zannalee» — 2:43
7. «I Rock, Therefore I Am» — 6:15
8. «Into the Light» — 2:46
9. «I Will» — 3:37
10. «Dig U Better Dead» — 3:59
11. «Had U» — 1:26

## Чарты
| Чарт (1996)     | Высшая позиция |
| --------------- | -------------- |
| Германия        | 42             |
| Швейцария       | 21             |
| UK Albums Chart | 14             |
| Billboard 200   | 26             |

## Синглы вHot 100
- «Space» (#71 US R&B)